# Эрлингс, Анна
Анна Эрлингс (нидерл. Hannah Eurlings; род. 1 января 2003, Бельгия) — бельгийская футболистка, нападающий немецкого клуба «Унион» (Берлин) и сборной Бельгии.

## Карьера в клубе
Анна Эрлингс три сезона подряд с командой «Лёвен» становилась обладателем серебряной медали в Суперлиге Бельгии. В сезоне 2023/2024 годов «Лёвен» стал первым в регулярном сезоне, но уступил чемпионство в плей-офф.
В 2025 году Анна стала игроком немецкого футбольного клуба «Унион Берлин».

## Карьера в сборной
Эрлингс дебютировала в составе сборной Бельгии 1 декабря 2020 года, выйдя на замену в матче против Швейцарии.
В начале 2022 года Эрлингс помогла Бельгии впервые выиграть Кубок Пинатара в Испании, обыграв Россию в финале по пенальти.
Принимала участие в финальной части чемпионата Европы 2022 года. Бельгийки уступили в четвертьфинале Швеции со счётом 0:1.
В июне 2025 года была заявлена в сборную Финляндии для участия в чемпионате Европы. Во втором матче против Испании забила гол, но Бельгия уступила со счётом 2:6.